# Portrait de Madame Cézanne (Aix-en-Provence)
Pour les articles homonymes, voir Portrait de Madame Cézanne.
Le Portrait de Madame Cézanne est un tableau réalisé par le peintre français Paul Cézanne entre 1885 et 1886. De format vertical, cette huile sur toile est un portrait en buste d'Hortense Fiquet à l'époque où elle devient l'épouse de l'artiste. Vêtue de bleu, la jeune femme y figure la tête légèrement inclinée vers la gauche de la composition. Passée entre les mains d'Ambroise Vollard, l'œuvre entre dans les collections publiques en 1982. Affectée au musée d'Orsay, à Paris, elle se trouve de 1984 à 2004, puis de nouveau depuis 2006, au musée Granet d'Aix-en-Provence, dans les Bouches-du-Rhône.